# Credit Agricole Bank Polska

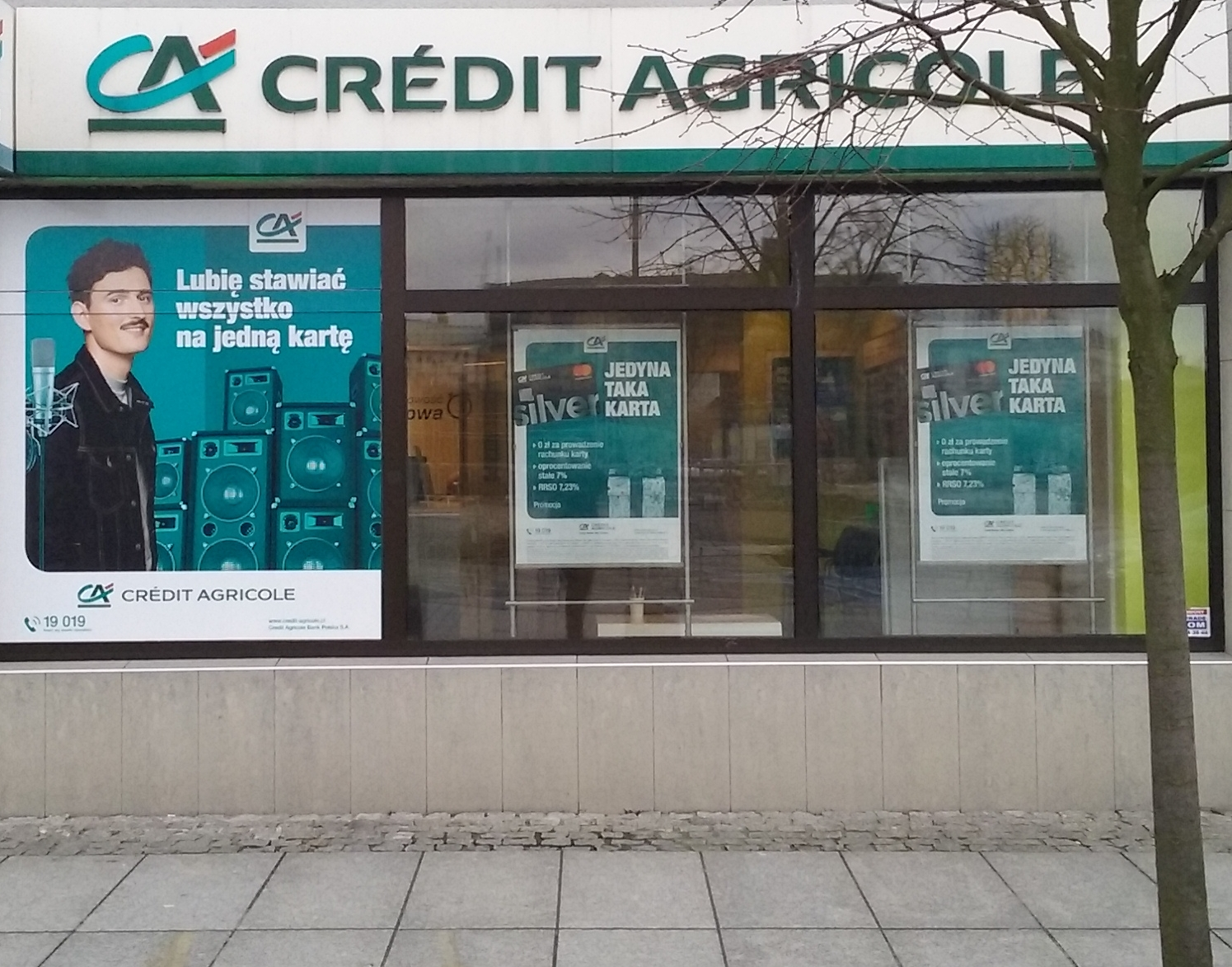
Oddział w Tomaszowie Mazowieckim

Credit Agricole Bank Polska S.A. – bank uniwersalny, który funkcjonuje na polskim rynku od 1991 roku. Działa w obszarze bankowości detalicznej, korporacyjnej, rolniczej, małych i średnich przedsiębiorstw oraz consumer finance.
W Credit Agricole można korzystać z usług bankowości codziennej (konta, karty, lokaty itp.) i kredytów, a we współpracy z innymi spółkami wchodzącymi w skład Grupy Crédit Agricole w Polsce – także z leasingu, inwestycji, bancassurance oraz bancassistance. Do klientów banku należą osoby indywidualne, małe i średnie firmy, duże międzynarodowe korporacje, a także rolnicy i przedsiębiorstwa z branży rolnej.
Usługi i produkty banku są dostępne poprzez aplikację mobilną CA24 lub e-bank. Credit Agricole ma też rozbudowaną sieć placówek własnych i partnerskich w całej Polsce. Centrala banku mieści się we Wrocławiu, a prezesem zarządu jest Piotr Kwiatkowski.
Bank kieruje się mottem „Codziennie działamy na rzecz naszych klientów oraz społeczeństwa”.

## Grupa Crédit Agricole
Od 2001 r. Credit Agricole Bank Polska S.A. jest częścią Grupy Crédit Agricole, która ma ponad 125 letnią historię.
Grupa Crédit Agricole realizuje model uniwersalnej bankowości detalicznej zorientowanej na klienta, oparty na współpracy pomiędzy bankami detalicznymi i wyspecjalizowanymi liniami biznesowymi. Oferuje produkty oraz usługi bankowe i pozabankowe we wszystkich kanałach dystrybucji, takich jak: ubezpieczenia, nieruchomości, płatności, zarządzanie aktywami, leasing i faktoring, consumer finance, a także bankowość korporacyjna i inwestycyjna.
Grupa Crédit Agricole jest obecna w 47 krajach świata, gdzie obsługuje 51 milionów klientów. Pracuje w niej łącznie 142 tysiące osób.

### Spółki Grupy Crédit Agricole w Polsce
- Credit Agricole Bank Polska
- Crédit Agricole Ubezpieczenia
- Europejski Fundusz Leasingowy
- Carefleet
- EFL Finance
- Eurofactor
- EFL Service
- Amundi

## Obecność w Polsce[1]
Credit Agricole działa w całej Polsce poprzez sieć sprzedaży obejmującą punkty sprzedaży partnerów (kredyt ratalny), placówki własne, placówki partnerskie i biura kredytowe CA Express, a także centra korporacyjne w Warszawie, Wrocławiu, Krakowie, Gdańsku i Poznaniu oraz mobilnych doradców klienta agrobiznesowego.
- 1,72 mln klientów
- 4739 pracowników
- blisko 10 000 partnerów Klubu Rabatowego
- 402 placówek własnych i partnerskich
- 193 biur kredytowych CA Express
- 5 centr korporacyjnych
- 221 bankomatów
- 185 wpłatomatów
- 132 urządzeń wielofunkcyjnych
- 12 680 punktów sprzedaży partnerów

## Historia[2]
W 1991 r. powstał Bank Świętokrzyski S.A., który na początku działał na terenie Kielc i okolic. Rok później spółka Lukas (kierowana przez Mariusza Łukasiewicza) założyła we Wrocławiu dział zajmujący się sprzedażą ratalną. W 1998 r. spółka Lukas przejęła Bank Świętokrzyski, który zmienił nazwę na Lukas Bank Świętokrzyski S.A.

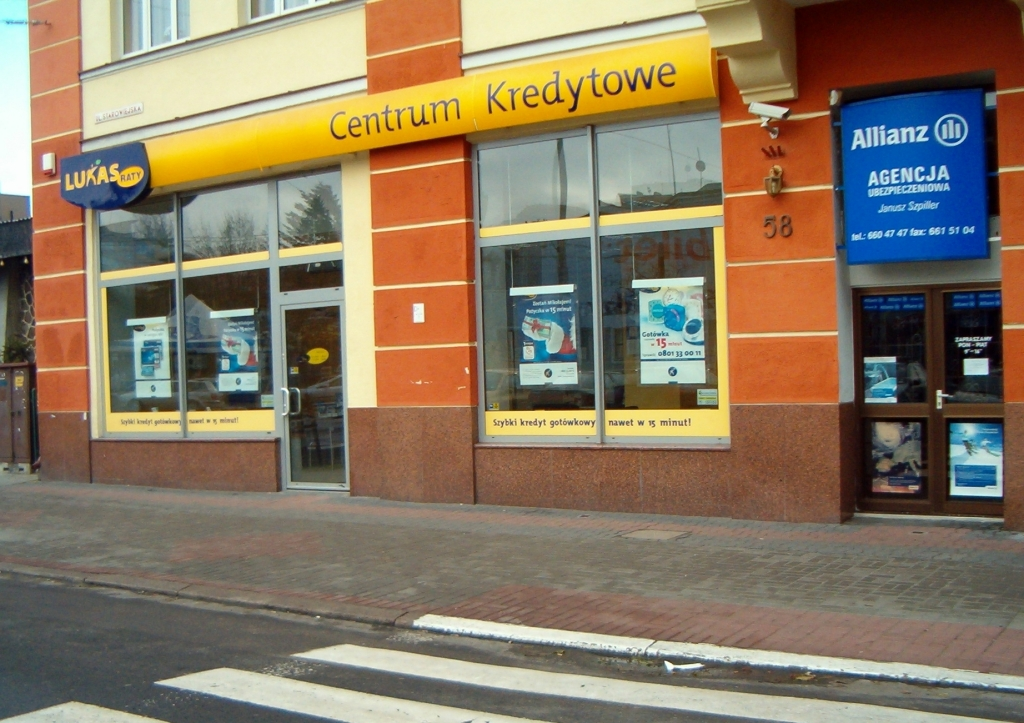
Placówka Lukas Banku w Gdyni (2007)

W 1999 r. uruchomione zostało Centrum Telefonicznych Usług Bankowych Lukas Banku SA (Lukaslinia), a rok później usługa Lukas e-Bank umożliwiająca dostęp do konta przez internet.
W 2001 r. francuska Grupa finansowa Crédit Agricole objęła 75% akcji Spółki Lukas S.A. W tym roku miała też miejsce kolejna zmiana nazwy – na Lukas Bank SA, a także przeniesienie siedziby z Kielc do Wrocławia. Plany Crédit Agricole Polska przewidywały dalszy rozwój podstawowych linii biznesowych firm tworzących grupę. W 2006 r. uruchomiona została pierwsza w Polsce mobilna placówka bankowa – Lukasmobil.
W 2007 r. liczba wydanych kart kredytowych przez Lukas Bank wyniosła milion. Pod koniec roku bank posiadał 331 placówek bankowych i centrów kredytowych.

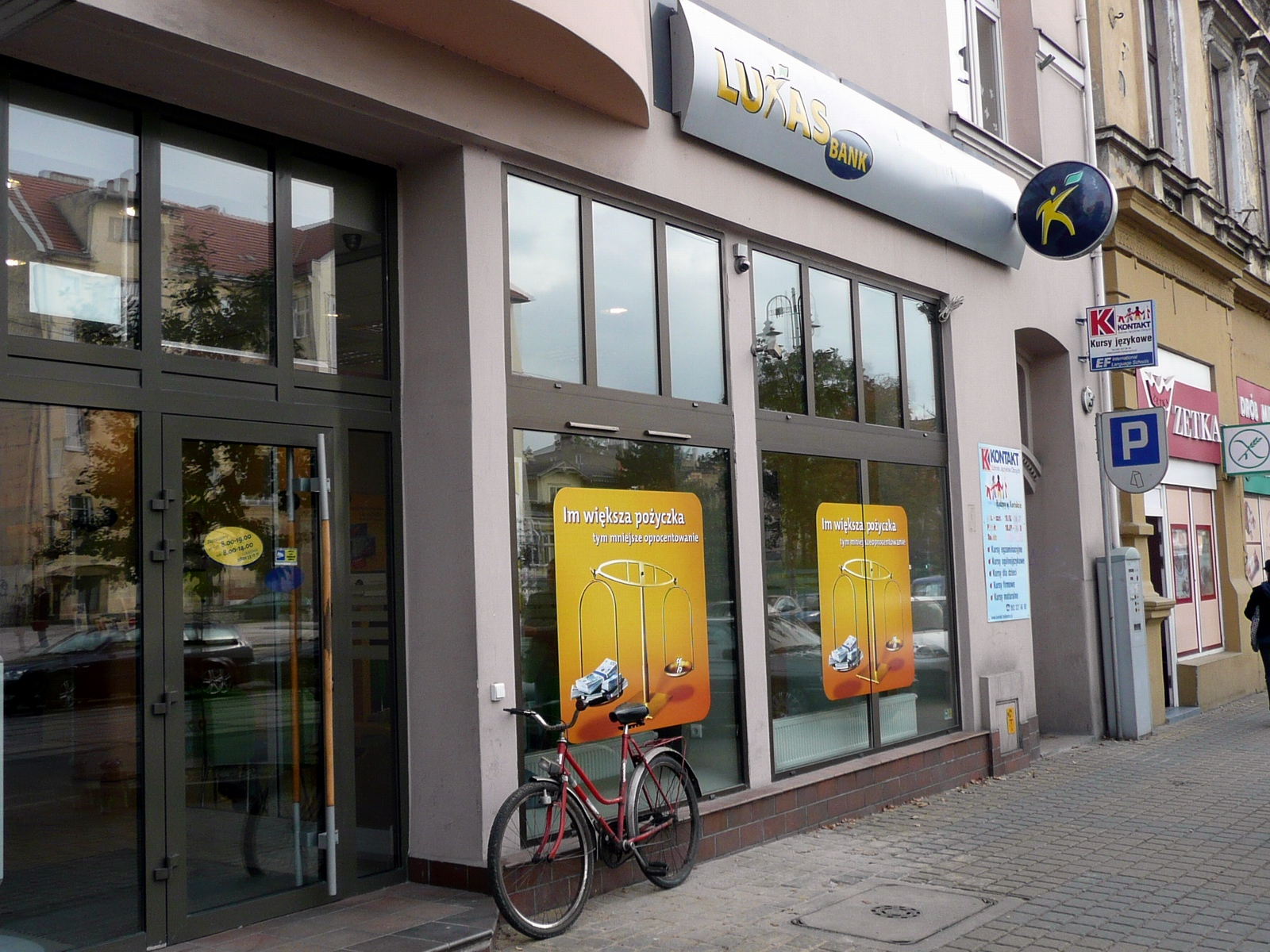
Placówka Lukas Banku w Bydgoszczy (2008)

W 2008 r. uruchomione zostało pierwsze w pełni franczyzowe centrum kredytowe. Zaczął funkcjonować program lojalnościowy, w którym za płatności kartą FURORA klienci otrzymują zwrot części kwoty wydanej na zakupy. Z końcem 2008 r. bank posiadał 229 placówek bankowych oraz 154 centra kredytowe.
23 września 2011 r. dokonano rebrandingu nazwy banku na Credit Agricole Bank Polska S.A., w związku z należnością do Grupy Crédit Agricole. Międzynarodowa marka Crédit Agricole zastąpiła Lukas Bank, a hasło „Prosto i z sensem” zastąpiło wkrótce potem „Tak powinno być w każdym banku”. „Prosto i z sensem” nawiązuje do „Le bon sens a de l’avenir”, co w dosłownym tłumaczeniu oznacza „Zdrowy rozsądek ma przyszłość”. Obydwie wersje motta odzwierciedlają przekonanie Credit Agricole, że – wbrew obiegowej opinii – bank jest do polubienia, a oferta instytucji finansowej może być prosta i zrozumiała.
18 października 2011 r. wystartowała nowa kampania wizerunkowa Credit Agricole. Jej twarzą została laureatka Oscara, Cezara i Złotej Palmy – Juliette Binoche – wybitna francuska aktorka, znana z takich filmów jak Trzy kolory. Niebieski Krzysztofa Kieślowskiego, Angielski pacjent czy Czekolada.
W listopadzie 2011 r. zadebiutował Klub Rabatowy Credit Agricole przygotowany z myślą o klientach, którzy chcą jeszcze efektywniej korzystać z kart płatniczych i jednocześnie oszczędzać. Program umożliwia otrzymywanie rabatów już w momencie dokonywania płatności kartą – rabat zostaje naliczony od razu przy kasie.
W styczniu 2013 r. Komisja Nadzoru Finansowego zgodziła się na połączenie Credit Agricole Bank Polska S.A. z Credit Agricole Corporate and Investment Bank S.A., Oddział w Polsce. W ten sposób Credit Agricole Bank Polska S.A. stał się bankiem uniwersalnym, obsługującym klientów detalicznych, z sektora małych i średnich firm, z sektora rolniczego oraz klientów korporacyjnych.
W czerwcu 2013 r. marka Crédit Agricole osiągnęła historycznie najwyższy wynik rozpoznawalności wspomaganej, który wyniósł niemal 90 proc. Ponadto 50 proc. badanych stwierdziło, że uważa Credit Agricole za instytucję finansową godną zaufania.
W styczniu 2014 r. bank poinformował o nawiązaniu współpracy z firmą John Deere. Tym samym Credit Agricole – jako jedyny bank w Polsce – rozpoczął kredytowanie zakup maszyn i urządzeń w programie John Deere Financial, propozycji dostępnej tylko dla klientów autoryzowanych dealerów marki John Deere. W sierpniu 2014 r. oferta Credit Agricole dla przedsiębiorców powiększyła się o terminale płatnicze.
Pod koniec kwietnia 2016 r. bank uruchomił swoją aplikację mobilną CA24 Mobile dla klientów indywidualnych.
W lipcu 2017 uruchomiony został chatbot o nazwie KrEdytka, dostępny na platformie Facebook Messenger.
W maju 2016 r. Grupa Crédit Agricole ogłosiła swoje nowe motto „Toute une banque pour vous” („Cały bank dla Ciebie”, ang. “A whole bank just for you”), które wyraża podejście do klientów – stawianie klienta i jego potrzeb na pierwszym miejscu, zaangażowanie w realizację tych potrzeb oraz dostępność 24 godziny na dobę.
W lutym 2017 r. ruszyła Platforma CAsfera.pl – blog tworzony przez pracowników Credit Agricole.
W październiku 2017 r. zmienił się skład zarządu banku. Piotr Kwiatkowski na stanowisku prezesa zastąpił Romualda Szeligę, a nowym członkiem zarządu został Bartłomiej Posnow.
Od połowy marca 2018 r. klienci firmowi i rolnicy mogą korzystać z aplikacji mobilnej CA24 Mobile.
W kwietniu 2018 r. bank wystartował z nową kampanią medialną „Cała uwaga dla Ciebie. Bank, który słucha z uwagą i dostarcza Klientom to, czego potrzebują”. Główną twarzą kampanii został Dawid Podsiadło. Bank zaprezentował także nową ofertę kont osobistych.
W listopadzie 2018 r. zmienił się skład zarządu banku – Damian Ragan zastąpił Richarda Pareta na stanowisku wiceprezesa zarządu.
W tym samym miesiącu prezes banku, Piotr Kwiatkowski oficjalnie podpisał Kartę Różnorodności.
W marcu 2019 r. Credit Agricole uruchomił infolinię w języku ukraińskim. Obok angielskiego i francuskiego, to już trzeci język, w którym bank obsługuje klientów.
W listopadzie 2019 r. bank ogłosił swoją nową strategię do 2022 r. oraz motto „Codziennie działamy na rzecz naszych klientów oraz społeczeństwa.
W grudniu 2019 r. Credit Agricole uruchomił aplikację mobilną CA24 Otwórz Konto do samodzielnego otwierania rachunków bankowych przez klientów, bez udziału doradcy i bez konieczności podpisywania papierowej wersji umowy.
Od kwietnia 2020 r. klienci banku mogą korzystać z płatności mobilnych Fitbit Pay i Garmin Pay (wcześniej uruchomione zostały także systemy płatności Apple Pay i Google Pay).
W maju 2020 r. Credit Agricole uruchomił swoją pierwszą placówkę bezgotówkową, która mieści się w Warszawie przy ul. Świętokrzyskiej 16.

## Władze banku[8]

### Skład Zarządu Credit Agricole Bank Polska S.A.
- Piotr Kwiatkowski, Prezes Zarządu od 17 października 2017 r.
- Jean-Bernard Mas, I Wiceprezes Zarządu, Senior Country Officer CA Polska od 1 lipca 2019 r.
- Beata Janczur, Wiceprezes Zarządu od 28 kwietnia 2010 r.
- Philippe Enjalbal, Wiceprezes Zarządu od 1 stycznia 2020 r.
- Jędrzej Marciniak, Wiceprezes Zarządu od 1 maja 2016 r.
- Bartłomiej Posnow, Wiceprezes Zarządu od 16 listopada 2018 r.
- Damian Ragan, Wiceprezes Zarządu od 16 listopada 2018 r.

### Skład Rady Nadzorczej Credit Agricole Bank Polska S.A.
- Michel Le Masson, Przewodniczący Rady Nadzorczej
- Olivier Guilhamon, Wiceprzewodniczący Rady Nadzorczej
- Serge Magdeleine, Członek Rady Nadzorczej
- Elżbieta Jarzeńska-Martin, Członek Rady Nadzorczej
- Liliana Anam, Członek Rady Nadzorczej
- Jarosław Myjak, Członek Rady Nadzorczej
- Barbara Misterska-Dragan, Członek Rady Nadzorczej
- Veronique Faujour, Członek Rady Nadzorczej
- Olivier Desportes, Członek Rady Nadzorczej[9]

## Nagrody i wyróżnienia[10]

### 2021[11]
- W siódmej edycji rankingu „Gwiazdy bankowości” Credit Agricole zajął drugie miejsce w kategorii „Gwiazda relacji z klientami” oraz piąte miejsce w kategorii „Odpowiedzialność wobec środowiska i społeczeństwa oraz ład korporacyjny”.
- Credit Agricole zajął 3. miejsce w konkursie „Najlepszy Bank 2021” organizowanym przez Gazetę Bankową, w kategorii małych i średnich banków.
- Credit Agricole zdobył Srebrny Listek CSR POLITYKI.
- Credit Agricole po raz czwarty został Konsumenckim Liderem Jakości na rynku kredytów ratalnych.
- Kredyt mieszkaniowy banku Credit Agricole zajął drugie miejsce wśród najlepszych kredytów hipotecznych w rankingu „Złoty Bankier” organizowanym przez Puls Biznesu i Bankier.pl.
- Akcja „Bałtycka Odyseja” zrealizowana przez bank Credit Agricole we współpracy z Dominikiem Dobrowolskim i spółką leasingową EFL wygrała plebiscyt „Eko-Inspiracja” na najlepszą ekologiczną inicjatywę 2020 r. w Polsce. Zwycięzców wybierali internauci w powszechnym głosowaniu.
- Kampania edukacyjna #mniejplastiku zdobyła wyróżnienie w konkursie Instytucja Roku, jako jedna z najlepszych inicjatyw społecznych zrealizowanych przez instytucje finansowe w 2020 r.
- Infolinia banku Credit Agricole ponownie znalazła się w TOP3 bankowych Contact Center w Polsce w badaniu ARC Rynek i Opinia. Contact Center banku jest na 3. miejscu w rankingu ogólnym oraz na 3. miejscu pod względem czasu oczekiwania na połączenie z konsultantem.
- Credit Agricole wygrał w rankingu miesięcznika finansowego BANK w kategoriach „Kampanie reklamowe” oraz „Poczucie bezpieczeństwa”. Pod względem kosztów usług bankowych zajął drugie miejsce, a za swoją działalność społeczną zdobył trzeci wynik. W klasyfikacji generalnej Credit Agricole znalazł się na piątym miejscu. Ranking powstał na podstawie głosowania klientów.
- W podziale na kategorie, ekonomiści Credit Agricole zajęli pierwsze miejsce w kategorii wskaźników EUR / PLN oraz Stopa referencyjna NBP. Ponadto znaleźli się w TOP3 najbardziej wszechstronnych analityków, którzy łącznie prawidłowo prognozowali 7 wskaźników ekonomicznych.

### 2020
- System ratalny Credit Agricole po raz trzeci został nagrodzony Złotym Godłem Konsumenckiego Lidera Jakości.

### 2019
- Aplikacja mobilna CA24 Mobile Credit Agricole zajęła 1. miejsce w rankingu Złoty Bankier w kategorii ergonomia serwisu bankowości mobilnej.
- Credit Agricole otrzymał nagrodę Jedynka Wyborczej. Tym samym bank znalazł się wśród 30 firm z Dolnego Śląska, które uznane zostały za liderów przemian gospodarczych w regionie po 1989 r., a dziś należą do liderów biznesu w swoich branżach.
- Bank zdobył Srebrną Panterę za najbardziej efektywną kreację marki w kategorii Bank.
- Program PowerON Credit Agricole zdobył główną nagrodę w kategorii „Wewnętrzna kampania wizerunkowa” w konkursie Employer Branding Excellence Awards 2019.
- Credit Agricole zdobył główną nagrodę w prestiżowym konkursie branży marketingowej Golden Arrow 2019 w kategorii „Kampania zintegrowana BtoC” za kampanię z udziałem Dawida Podsiadło promującą Konto dla Ciebie.
- Do banku trafiła Nagroda Portfel Wprost 2019 w kategorii „Bezpieczeństwo/Zapobieganie oszustwom i bezpieczeństwo w sieci” za najlepiej zabezpieczoną bankową aplikację mobilną: CA24 Mobile.
- Piotr Kwiatkowski, prezes zarządu Credit Agricole, odebrał nagrodę Innowatora Rynku Bankowego przyznawaną przez kapitułę XXIV Rankingu Banków Miesięcznika BANK.
- Najlepszy Bank 2019 – pierwsze miejsce dla banku w kategorii małych i średnich banków komercyjnych w konkursie „Gazety Bankowej”.
- Credit Agricole znalazł się w TOP3 infolinii bankowych. Doradcy zostali wysoko ocenieni za zaangażowanie w rozmowę, uprzejmość, profesjonalizm i skuteczność.

### 2018
- Credit Agricole po raz trzeci z rzędu znalazł się na czele rankingu najchętniej polecanych banków w niezależnym badaniu firmy Millward Brown.
- Nagroda za najlepszy edukacyjny event firmowy za program spotkań ze studentami „Świeża krew do pierwszej pracy” w konkursie Meeting Planner Power Awards.
- Złota statuetka dla TeleBota w konkursie Innovation 2018 organizowanym przez Stowarzyszenie Komunikacji Marketingowej SAR.
- Nagroda Top Forecasters – analitycy Credit Agricole znaleźli się na 3. miejscu wśród najlepszych prognostów makroekonomicznych i rynkowych dotyczących Polski. Zajęli także pierwsze miejsce w kategorii najlepszych prognostów kursu EUR/PLN.
- 3. miejsce w konkursie Najlepszy Bank organizowanym przez Gazetę Bankową, w kategorii małych i średnich banków komercyjnych.
- Dwa wyróżnienia w konkursie branży marketingowej Golden Arrow 2018 za innowacyjne rozwiązania zastosowane w obsłudze wniosków kredytowych przez telefon oraz w internetowej kampanii Konta dla Ciebie z udziałem Dawida Podsiadło.
- Złote Godło dla kredytu ratalnego Credit Agricole.
- Kampania reklamowa Credit Agricole zdobyła główną nagrodę w konkursie niezależnej kreacji reklamowej Kreatura 2018.
- Credit Agricole trzy razy znalazł się na podium konkursu MIXX Awards. 2. miejsce w kategorii Brand Awareness and Positioning za wiosenną kampanię Konta dla Ciebie oraz w kategorii Cross Media Integration również za wiosenną kampanię Konta dla Ciebie. Dodatkowo bank trafił na 3. miejsce w kategorii Innovation za Telebota.
- Kampania informacyjna oraz kryzysowa dot. zmiany technologicznej Credit Agricole otrzymała dwie nagrody w najważniejszym branżowym konkursie public relations w Polsce: Srebrny Spinacz – w kategorii sektorowej „Finanse” – oraz Brązowy Spinacz – w kategorii głównej „Komunikacja antykryzysowa i/lub kryzysowa”.
- Serwis telefoniczny Credit Agricole znalazł się w TOP 3 bankowych Contact Center w Polsce. Credit Agricole na podium jest już piąty rok z rzędu. Infolinie co roku bada Instytut Badawczy ARC Rynek i Opinia.
- Tytuł „Perły Polskiej Gospodarki 2018” w XVI edycji rankingu, ogłaszanego przez redakcję magazynu ekonomicznego „Polish Market”.
- Wyróżnienie Lider 2018 za logowanie biometryczne do aplikacji mobilnej CA24 Mobile.

### 2017
- Credit Agricole zajął 1. miejsce w badaniu Millward Brown pod względem rekomendacji klientów.
- Spot telewizyjny Credit Agricole w ramach kampanii Szezlong został nagrodzony w konkursie polskiej kreacji reklamowej Kreatura.
- Credit Agricole w rankingu „Przyjazny Bank Newsweeka 2017” zajął 2. miejsce w kategorii „bankowość hipoteczna”.
- System ratalny Credit Agricole został wyróżniony przez konsumentów Złotym Liderem Jakości 2017.
- Certyfikat Brązowego Dudka za udział w programie CSR – Ekoaktywni.com.

### 2016
- Tytuł Marki Wysokiej Reputacji Premium Brand 2016.
- Certyfikat Brązowego Dudka za udział w programie CSR – Ekoaktywni.com.
- 1. miejsce w 13. i 3. miejsce w 14. edycji badania jakości obsługi klienta pod względem infolinii bankowych, realizowanego przez Instytut Badawczy ARC Rynek i Opinia.
- Nagroda CESSIO 2016 dla wierzycieli pierwotnych za najlepiej zrealizowany przetarg na sprzedaż portfela wierzytelności.

### 2015
- Wyróżnienie „Portfel Wprost” w kategorii „Kredyt dla klienta” za ofertę kredytów hipotecznych.
- 2. miejsce w kategorii „Najlepsza usługa” dolnośląskiej edycji konkursu „Proud of You – Dumni z Was”.

### 2014
- Usługa „Cash Management dla klientów korporacyjnych banku Credit Agricole” została wyróżniona w XIX edycji konkursu „EUROPRODUKT”. Konkurs organizowało Polskie Towarzystwo Handlowe, a patronował mu Minister Gospodarki oraz Polska Agencja Rozwoju Przedsiębiorczości.
- Obsługa operacji gotówkowych oraz Cash Management dla klientów korporacyjnych banku Credit Agricole otrzymały godło „Teraz Polska”.
- „Order Finansowy” za usługę Cash Pool dla klientów korporacyjnych.
- Wyróżnienie przez redakcję Gazety Finansowej tytułem Finansowej Marki Roku 2014 w kategorii „Bank”.

### 2013
- Tytuł „Perły Polskiej Gospodarki” w kategorii „Perły Wielkie” w rankingu ogłaszanym przez magazyn Polish Market i Instytut Nauk Ekonomicznych Polskiej Akademii Nauk.
- „ÇA va!”, pismo wewnętrzne pracowników Credit Agricole zajęło 1. miejsce w kategorii biuletynów wewnętrznych w Konkursie Biuletynów Firmowych 2013.
- Autorska kampania edukacyjna Credit Agricole – „Bank z klasą” – zwyciężyła w Konkursie Liderów Świata Bankowości w kategorii CSR.
- Magazyn gospodarczy „Home & Market” nagrodził Orderem Finansowym „Obsługę operacji gotówkowych dla klientów korporacyjnych” Credit Agricole.

### 2012
- Tytuł „Perły Polskiej Gospodarki” przyznany przez redakcję miesięcznika Polish Market i Instytut Nauk Ekonomicznych PAN.
- Credit Agricole otrzymał od Fundacji „Na ratunek dzieciom z chorobą nowotworową” statuetkę „Kropla życia”.
- Srebrne Godło Najwyższej Jakości 2012 za pakiet bankowych produktów korporacyjnych bankowości transakcyjnej i finansowania handlu oraz system bankowości elektronicznej Firm@Bank.
- Tytuł Superbrands Polska 2012 za kampanię wizerunkową z Juliette Binoche oraz kampanie produktowe: 1. Konto, oszczędności oraz kredyt gotówkowy.
- Tytuł Firma przyjazna MPS 2012 przyznawana przez Związek Przedsiębiorców i Pracodawców na podstawie badania rynkowego.
- Kredyt prostoliczony Credit Agricole – decyzją internautów – zwyciężył w kategorii „Najlepszy kredyt gotówkowy” w 3. edycji plebiscytu Złoty Bankier.

### 2011
- Nagroda Odpowiedzialny pracodawca – Lider HR 2011 za: rozbudowany system szkoleń, projekt wewnętrznej wymiany wiedzy, własną platformę e-learningową, stwarzanie możliwości awansu wewnętrznego, rozbudowany system motywacyjny, działania prospołeczne.
- Kredyt samochodowy LUKAS Banku zajął 2. miejsce w swojej kategorii w plebiscycie Złoty Bankier 2010.

### 2010
- Firmowe konto LUKAS Banku otrzymało Złoty Laur Konsumenta 2010 – nagroda Grand Prix, bo wyróżnienie zostało przyznane LUKAS Bankowi w tej kategorii po raz trzeci.
- 2. miejsce w rankingu Godła Jakości Obsługi 2009 w kategorii Banki.

### 2009
- 2. miejsce w rankingu Bank Najbliższy Klientowi. Badanie po raz drugi przeprowadził Niezależny Doradca Finansowy Expander wraz z „Dziennikiem Gazetą Prawną” i Centrum Badań Marketingowych Indicator.
- 1. miejsce w konkursie „Sztuka cenniejsza niż złoto” organizowanym przez Narodowy Bank Polski i fundację Commitment to Europe.

### 2008
- Certyfikat Perła Polskiej Gospodarki przyznawany przez redakcję miesięcznika Polish Market oraz Instytut Nauk Ekonomicznych Polskiej Akademii Nauk.
- 1. miejsce w rankingu na najbardziej przyjazny bank w rankingu Gazety Prawnej i Expandera.
- 1. miejsce w rankingu Przyjazny Bank Newsweeka.
- Złoty Laur Klienta 2008.
- Kryształowe Godło Trusted Brand przyznawane przez miesięcznik Reader’s Digest dla marek najbardziej godnych zaufania.

### 2007
- 1. miejsce w rankingu Przyjazny Bank Newsweeka.
- Wyróżnienie w corocznym zestawieniu najlepszych banków przygotowywanym przez redakcję Gazety Bankowej: 2. pozycję w kategorii banków dużych.
- Miesięcznik Reader’s Digest przyznał LUKAS Bankowi tytuł Trusted Brands.

### 2006
- 1. nagroda Webstar Akademii Internetu w prestiżowym konkursie Webstarfestival 2006 na najlepszą polską stronę internetową w kategorii Finanse i Biznes.
- Karty kredytowe LUKAS Banku otrzymały certyfikat i godło Reader’s Digest – Produkt Roku 2006.
- Tygodnik menadżerów i informatyków Computerworld w organizowanym przez siebie konkursie przyznał LUKAS Bankowi tytuł Lidera Informatyki 2006 w kategorii Finanse i bankowość.
- Tytuł Bankowego Lidera Informatyki w konkursie Gazety Bankowej na Najlepszy Projekt Informatyczny 2005.

### 2005
- Wyróżnienie w konkursie Arts & Business Awards za całokształt działań na rzecz promocji i rozwoju kultury w Polsce oraz za budowanie relacji partnerskich pomiędzy sektorem prywatnym a sferą kultury.
- 2. miejsce w rankingu „Najbardziej Przyjaznego Banku Newsweeka”.
- LUKAS Bank został uznany za najlepszy bank w Polsce w Rankingu Instytucji Finansowych opracowanym przez redakcję Rzeczpospolitej na podstawie wyników 2004 roku.
- Srebrne godło w kategorii Bank w dorocznym badaniu The Most Trusted Brand 2005 organizowanym przez Reader’s Digest.
- 2. miejsce w rankingu najbardziej efektywnych instytucji finansowych przygotowanym przez redakcję Parkietu wspólnie z Instytutem Nauk Ekonomicznych PAN.

### 2004
- Nagroda w konkursie dla najbardziej efektywnych kampanii reklamowych „Effie 2004”.
- Złoty Wykrzyknik za 1. miejsce w rankingu „Przyjazny Bank Newsweeka 2004”.
- Statuetka Rock Award w kategorii „Największy wkład w rozwój kart typu affinity i co-branded” za kartę Mastercard Onet LUKAS Bank.

### 2003
- „Effie 2003” w kategorii Usługi Finansowe.
- 1. miejsce w rankingu „Najbardziej przyjazny bank Newsweeka”.
- 1. miejsce w rankingu Gazety Bankowej „Najlepsze Banki 2003” w kategorii Banki mniejsze.
- Tytuł „Orzeł Rzeczpospolitej” w kategorii Usługi Finansowe dla najbardziej efektywnej instytucji finansowej w Polsce.
- 3. miejsce na Liście 20 najefektywniejszych spółek finansowych – nagroda „Parkietu”.
- Nagroda Złoty Boomerang 2002 przyznawana przez Stowarzyszenie Marketingu Bezpośredniego dla najlepszej kampanii marketingu bezpośredniego.

### 2001
- Najlepsza firma pośrednictwa kredytowego w 2000 roku – wyróżnienie w związku z przeprowadzanym przez redakcje dziennika Prawo i Gospodarka oraz Gazety Bankowej plebiscytem Wielka Dziesiątka 2000 roku.

### 1999
- Nagroda Srebrnego Rekina wręczana przez redakcję Businessman Magazine za najlepszą reklamę telewizyjna firmy finansowej.
- Nagroda Złotej Skarbonki 1999 za najlepsze konto osobiste. Wyróżnienie to przyznała redakcja miesięcznika Twoje Pieniądze.
- Polsko Amerykański Fundusz Przedsiębiorczości przyznał firmie LUKAS S.A. wyróżnienie za osiągnięcia w działalności gospodarczej.

### 1997
- Gazeta Bankowa przyznała nagrodę Srebrnego Rekina dla LUKAS S.A. za najlepszą reklamę wizerunku własnego.

## CSRw Credit Agricole[1]
Społeczna odpowiedzialność została wpisana w najnowszą strategię Grupy Crédit Agricole i wszystkich jej spółek, w tym banku Credit Agricole. Określony w strategii sens istnienia (raison d’être) brzmi: „Codziennie działamy na rzecz naszych klientów oraz społeczeństwa”.
Działania na rzecz otoczenia ujęte zostały w obszarze „Ekologiczne i społeczne zaangażowanie na co dzień”. Główne cele strategii CSR banku to:
- rozwijanie „zielonej bankowości”
- ograniczanie negatywnego wpływu na środowisko
- tworzenie banku dostępnego dla wszystkich.

Działania CSR banku są poddawane cyklicznemu przeglądowi pod kątem zmieniających się potrzeb interesariuszy, zmieniającej się sytuacji rynkowej oraz wyzwań branżowych.